# 波内和圣欧邦
波内和圣欧邦（法語：Ponet-et-Saint-Auban，法語發音：[pɔnɛ e sɛ̃.t‿obɑ̃]）是法国德龙省的一个市镇，属于迪镇区。

## 地理
波内和圣欧邦（44°47'14"N, 5°18'59"E）面积13.21 平方千米，位于法国奥弗涅-罗讷-阿尔卑斯大区德龙省，该省份为法国东南部内陆省份，北起顺时针与伊泽尔省、上阿尔卑斯省、上普罗旺斯阿尔卑斯省、沃克吕兹省和阿尔代什省接壤。
与波内和圣欧邦接壤的市镇（或旧市镇、城区）包括：巴尔萨克、迪镇、迪瓦地区马里尼亚克、圣昂代奥勒、圣克鲁瓦。

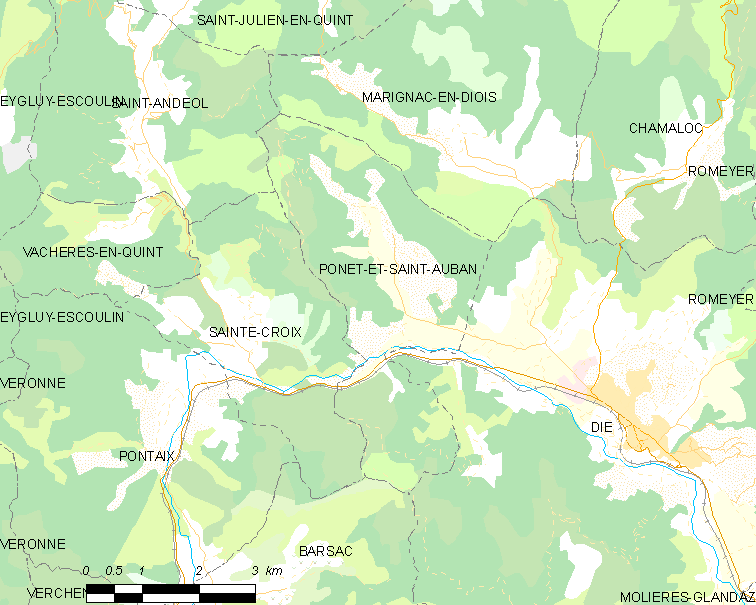
波内和圣欧邦的OSM定位图

波内和圣欧邦的时区为UTC+01:00、UTC+02:00（夏令时）。

## 行政
波内和圣欧邦的邮政编码为26150，INSEE市镇编码为26246。

## 政治
波内和圣欧邦所属的省级选区为迪瓦县。

## 人口

1962-2008年间波内和圣欧邦人口变化图示

波内和圣欧邦于2022年1月1日时的人口数量为143人。